# Chamotte Unie
De Chamotte Unie was een Nederlands bedrijf dat vuurvaste materialen vervaardigde. Het in Geldermalsen gevestigde bedrijf bestond van 1919 tot en met 1982 en was gedurende langere tijd de grootste fabrikant voor vuurvast materiaal in Nederland. Het bedrijf was te herkennen aan drie karakteristieke hoge schoorstenen.

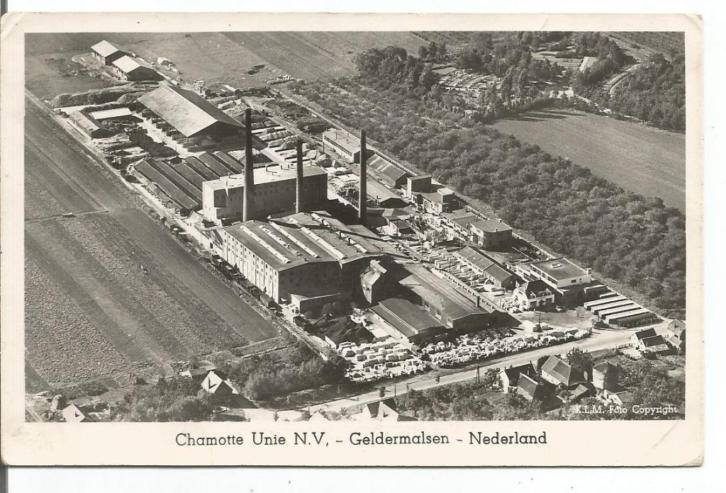
Luchtfoto Chamotte Unie Geldermalsen

De chamotteklei werd tot 1949 met behulp van een elektrische tram van een loskade aan de Linge naar de fabriek gevoerd. Ook andere grondstoffen, zoals kwartsiet, werden voor de vervaardiging van het vuurvaste materiaal gebruikt.

## Geschiedenis
De Chamotte Unie kwam voort uit een steenfabriek te Geldermalsen, die in 1919 overstapte op de productie van vuurvast materiaal. Oprichtingsdatum was 15 september 1919 als Vereenigde Nederlandsche Chamotte Fabrieken N.V. Deze omvatte de Chamotte-fabriek "Geldermalsen" en de N.V. "Vuurvast" te Schiedam.
Het was een van de eerste bedrijven die voor de Tweede Wereldoorlog, vanaf 1929, al een tunneloven in gebruik had. Men produceerde toen 150 ton per dag.
In 1935 kwam een installatie gereed voor de productie van silicastenen
Na de Tweede Wereldoorlog ging het bedrijf zich specialiseren in vuurvaste stenen voor de metallurgische industrie. In 1952 kwam een afdeling voor zuurvaste producten in bedrijf.
Van 1929 tot 1939 had men een belang in de N.V. Nederlandsch-Indische Chamotte- en Klei-Industrie (Nicki) te Soerabaja. Ook in 1929 werden alle aandelen van de N.V. Keramidon overgenomen.
In 1930 werd, samen met de Stettiner Chamotte Fabrik A.G., de Nederlandsche Ovenbouw Mij. opgericht, die gasfabrieken bouwde.
In de jaren 60 van de 20e eeuw bezat de Chamotte-Unie te Geldermalsen een grote fabriek met drie tunnelovens, waar 400 mensen werkten.
In 1961 werd samen met de Amerikaanse firma Harbison & Walker een tweede bedrijf opgezet, voor de productie van basische vuurvaste stenen. Dit vereiste een andere technologie en een apart gebouw, dat eveneens op het terrein van Chamotte Unie verrees. Dit ging Basref (basic refractories) heten. Tussen de directies van beide bedrijven ontstond een conflict. Uiteindelijk kreeg Chamotte Unie het bedrijf geheel in bezit en legde het stil in 1967 om er vervolgens silicaatstenen te gaan branden.
In het begin van de jaren 70 van de 20e eeuw ontstond een joint venture met het Engelse bedrijf Gibbons Refractories. Aldus ontstond Chamotte Gibbons Continental (CGC), waarin alle productie-activiteiten van Chamotte Unie werden ondergebracht. Chamotte Unie fungeerde nu als een holding die de gebouwen en machines aan CGC ging verhuren.
Er werd nauwelijks meer in het bedrijf geïnvesteerd en Chamotte Unie nam belang in afwijkende bedrijfstakken zoals een scheepswerf (Eista-Werf) en een plastic-buizenfabriek. Het CGC-bedrijf werd leeggezogen en men beperkte zich tot kwalitatief laagwaardig materiaal, wat toen in grote hoeveelheden door Koninklijke Hoogovens benodigd werd. Modernisering van het productieproces aldaar verminderde deze behoefte en eiste bovendien hoogwaardiger materiaal.
Op 15 mei 1981 fuseerde Chamotte Unie met concurrent Gouda Vuurvast. Het gefuseerde bedrijf had ruim 400 werknemers.
In 1981 ging het slecht met de vuurvastindustrie en halverwege 1982 stortte de markt in vanwege de crisis in de staalindustrie. Ook in de aluminiumindustrie ging het slecht. Op 21 oktober 1982 kwam het besluit tot opheffing van een groot deel van de productie in Geldermalsen en honderden mensen zouden werden ontslagen. Dat werden er uiteindelijk een kleine honderd, maar CGC verdween geheel.
De Chamotte Unie is tegenwoordig nog steeds een beursfonds, maar het produceert geen vuurvaste stenen meer.